# Vanderpump Rules

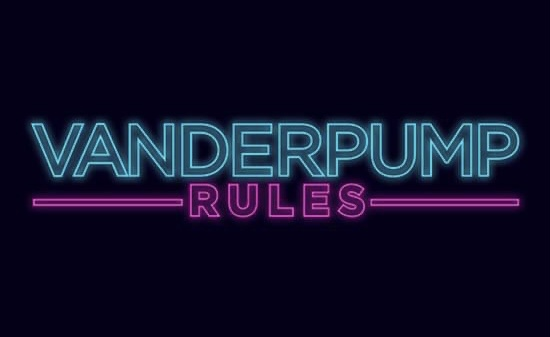
Logotipo del programa

Vanderpump Rules es un programa de televisión de telerrealidad estadounidense que se estrenó el 7 de enero de 2013 en Bravo. Derivado como un spin-off de The Real Housewives of Beverly Hills, cuenta con ocho temporadas y presenta a Lisa Vanderpump y el personal de su restaurante SUR en West Hollywood, California.
Del programa también se ha derivado un spin-off titulado "Vanderpump Rules: Jax y Brittany Take Kentucky", que presenta a los exmiembros del reparto Jax Taylor y Brittany Cartwright.

## Producción

#### Temporada 1–3
Vanderpump Rules sigue a los empleados de Lisa Vanderpump en SUR, un restaurante en West Hollywood, mientras trabajan en la construcción de su futuro en el mundo del espectáculo y se enredan en el drama interpersonal. El programa se centró inicialmente en el nuevo servidor Scheana Marie y sus relaciones con empleados establecidos: Stassi, Katie, Kristen, Tom y Jax.
Andy Cohen anunció más tarde durante el episodio "Watch What Happens Live" transmitido el 4 de febrero de 2013, que habría una reunión de Vanderpump Rules. La reunión fue filmada el 9 de febrero de 2013. Se anunció en abril de 2013 la renovación para una segunda temporada. Se estrenó junto con el también estreno de la cuarta temporada de The Real Housewives of Beverly Hills el 4 de noviembre de 2013. La reunión de la segunda temporada se filmó el 10 de enero de 2014. En abril de 2014 el programa fue renovado para una tercera temporada, estrenada el 3 de noviembre de 2014.

#### Temporada 4–8
La cuarta temporada se estrenó el 2 de noviembre de 2015. El 26 de septiembre de 2016, fue publicado el tráiler y el elenco de la quinta temporada, junto con la fecha de estreno para el 7 de noviembre de 2016. El 9 de enero de 2017, durante el décimo episodio de la quinta temporada titulado "Summer House Rules", que tuvo una duración de dos horas, mostró a las miembros del reparto Katie Maloney, Kristen Doute, Scheana Marie y Stassi Schroeder dirigiéndose a Nueva York y visitando al reparto de Summer House.
El 11 de abril de 2018, Bravo renovó el programa para una séptima temporada, que se estrenó el 3 de diciembre de 2018. Durante la séptima temporada, Lisa Vanderpump se asoció con los miembros del reparto Tom Schwartz y Tom Sandoval para abrir un nuevo bar en West Hollywood llamado a Tom Tom.
La octava temporada se estrenó el 7 de enero de 2020, y presentó a cinco nuevos miembros del reparto. La reunión de la temporada se filmó de forma virtual debido a la pandemia de COVID-19.
El 9 de junio de 2020, se anunció que las miembros originales del reparto Kristen Doute y Stassi Schroeder fueron despedidas, luego de las acusaciones de la exmiembro del reparto Faith Stowers, quien afirmó que las dos mujeres presentaron un informe policial falso en su contra por un delito que no cometió. Además, se anunció que Max Boyens y Brett Caprioni no regresarían al programa luego de antiguas publicaciones racistas en Twitter, esto relacionado con el movimiento Black Lives Matter. El 4 de diciembre de 2020, Jax Taylor y Brittany Cartwright anunciaron su salida del programa.

#### Temporada 9–10
En diciembre de 2020, luego de la partida de varios miembros del reparto y debido a las complicaciones asociadas a la pandemia de COVID-19, la producción para la novena temporada se suspendió '"indefinidamente". En abril de 2021, Dayna Kathan confirmó que no regresaría para la próxima temporada y también sugirió que la producción se reanudaría en un futuro próximo. El 27 de abril de 2021, Bravo confirmó la novena temporada y el regreso de Vanderpump, Schwartz, Sandoval, Maloney-Schwartz, Madix, Shay, Kent, Kennedy y Leviss, esta última ahora como miembro del reparto principal. En mayo de 2021, la producción de la novena temporada había comenzado. La novena temporada se emitió del 28 de septiembre de 2021, Brock Davie, Charli Burnett y Raquel Leviss fueron promovidas a principales;.
En mayo de 2022, se anunció que el programa había sido renovado para una décima temporada. El rodaje comenzó el 13 de julio de 2022 y finalizó el 17 de septiembre de 2022. El 4 de diciembre de 2022, Randall Emmett reveló que no regresaría para la décima temporada y dijo que "nunca quiso estar" en el programa en primer lugar. El 29 de diciembre de 2022, Brock Davies anunció que aparecería en el programa de manera recurrente. El elenco oficial de la décima temporada se reveló el 9 de enero de 2023.
El 3 de marzo de 2023, una fuente cercana a la producción reveló que Tom Sandoval y Ariana Madix se habían separado después de que Madix descubriera que Sandoval había estado teniendo un romance con Raquel Leviss. A la luz de la noticia, las cámaras volvieron a encenderse para capturar las consecuencias inmediatas. El 7 de marzo, Leviss presentó una orden de restricción temporal contra Scheana Shay, alegando que Shay la había golpeado después de enterarse del romance. La reunión se grabó el 23 de marzo de 2023. La orden de restricción temporal  prohibía a Shay y Leviss estar a menos de 100 yardas el uno del otro. Como resultado, filmaron en momentos separados.

#### Temporada 11– en adelante
En mayo de 2023, se anunció que la serie había sido renovada para una undécima temporada. El 17 de agosto de 2023, se confirmó que Raquel Leviss no regresaría para la undécima temporada después de "Scandoval". El 11 de diciembre de 2023, se anunció que la undécima temporada se estrenaría el 30 de enero de 2024,  regresando Brock Davies de forma recurrente.
En abril de 2024, se anunció que la serie no se filmaría durante el verano de 2024. Bravo quería darle un descanso al elenco después de "Scandoval" y sus consecuencias. Se rumoreaba que el compromiso de Ariana Madix quien fue parte de la sexta temporada de Love Island también contribuyó a la pausa. En ese momento no se anunció una fecha de inicio de filmación. En noviembre de 2024, la serie se renovó por una duodécima temporada, y ahora el programa se reinicia por completo por primera vez en la historia del programa, junto con un elenco completamente nuevo que reemplaza a los miembros del elenco anterior. El nuevo elenco estará compuesto por empleados actuales de SUR Restaurant y TomTom Restaurant & Bar. La nueva temporada comenzará a filmarse en 2025.

## Reparto

### Principal
- Lisa Vanderpump: Copropietaria del restaurante SUR.
- Kristen Doute: Excamarera del restaurante SUR, ahora diseñadora de ropa.
- Katie Maloney: Exempleada de SUR.
- Tom Sandoval: Excamarero de SUR, ahora socio comercial de Lisa en TomTom.
- Stassi Schroeder: Ex empleada de SUR.
- Scheana Shay: Excamarera de SUR.
- Jax Taylor: Barman en SUR.
- Tom Schwartz: Socio comercial de Lisa en TomTom.
- Ariana Madix: Barman en SUR.
- James Kennedy: Ex ayudante de camarero en SUR, ahora DJ.
- Lala Kent: Ex anfitriona en SUR, empleada de Vanderpump Dogs.
- Brittany Cartwright: Esposa de Jax, mesera en SUR.
- Beau Clark: El prometido y agente de casting de Stassi.
- Dayna Kathan: Una anfitriona y mesera en TomTom y SUR.
- Max Boyens: Director general de TomTom.
- Brett Caprioni: Empleado de SUR.
- Raquel Leviss: Mesera en SUR.[36]
- Charli Burnett: Empleado de SUR.
- Broke Davis: Prometido de Scheana.

### Recurrente
- Ken Todd: Copropietario de Sur y esposo de Lisa.
- Pandora Vanderpump: Hija de Lisa y Ken.
- Guillermo Zapata: Copropietario de Sur.
- Nathalie Zapata: Copropietaria de Sur.
- Peter Madrigal: Gerente de SUR.
- Mike Shay: Exesposo de Scheana.
- Tina McDowelle: Ex camarera de SUR y cantante.
- Frank Herlihy: Ex bartender en SUR.
- Laura-Leigh: Ex camarera de SUR y actriz.
- Kristina Kelly:  Mesera en SUR.
- Vail Bloom: Ex anfitriona de SUR.
- Faith Stowers: Amiga de James Kennedy
- Billie Lee: Ex anfitriona de SUR.
- Danica Dow: Subgerente de SUR.
- Brett Willis: Camarero en SUR.
- Max Todd: Hijo de Lisa y Ken.
- Randall Emmett: Prometido de Lala.
- Richardson Chery: Director general de TomTom.
- Corey Loftus: Novio de Charli.
- Ally Lewber: Novia de James Kennedy.
- Jo Wenberg: Amigo de tom schwartz.

### Duración del reparto
| Miembros del reparto            | Temporadas                     | Temporadas                     | Temporadas                     | Temporadas                     | Temporadas                     | Temporadas                     | Temporadas                     | Temporadas                     | Temporadas                     | Temporadas                     | Temporadas                     |           |
| Miembros del reparto            | 1                              | 2                              | 3                              | 4                              | 5                              | 6                              | 7                              | 8                              | 9                              | 10                             | 11                             |           |
| Miembros del reparto principal  | Miembros del reparto principal | Miembros del reparto principal | Miembros del reparto principal | Miembros del reparto principal | Miembros del reparto principal | Miembros del reparto principal | Miembros del reparto principal | Miembros del reparto principal | Miembros del reparto principal | Miembros del reparto principal | Miembros del reparto principal |           |
| ------------------------------- | ------------------------------ | ------------------------------ | ------------------------------ | ------------------------------ | ------------------------------ | ------------------------------ | ------------------------------ | ------------------------------ | ------------------------------ | ------------------------------ | ------------------------------ | --------- |
| Lisa Vanderpump                 | Principal                      |                                |                                |                                |                                |                                |                                |                                |                                |                                |                                |           |
| Scheana Shay                    | Principal                      |                                |                                |                                |                                |                                |                                |                                |                                |                                |                                |           |
| Katie Maloney-Schwartz          | Principal                      |                                |                                |                                |                                |                                |                                |                                |                                |                                |                                |           |
| Tom Sandoval                    | Principal                      |                                |                                |                                |                                |                                |                                |                                |                                |                                |                                |           |
| Kristen Doute                   | Principal                      | Principal                      | Principal                      | Principal                      | Principal                      | Principal                      | Principal                      | Principal                      |                                | Invitada                       |                                |           |
| Jax Taylor                      | Principal                      | Principal                      | Principal                      | Principal                      | Principal                      | Principal                      | Principal                      | Principal                      |                                |                                | Invitada                       |           |
| Stassi Schroeder                | Principal                      | Principal                      | Principal                      | Recurrente                     | Principal                      | Principal                      | Principal                      | Principal                      |                                |                                |                                |           |
| Tom Schwartz                    | Recurrente                     | Recurrente                     | Principal                      | Principal                      | Principal                      | Principal                      | Principal                      | Principal                      | Principal                      | Principal                      | Principal                      | Principal |
| Ariana Madix                    | Invitada                       | Recurrente                     | Principal                      | Principal                      | Principal                      | Principal                      | Principal                      | Principal                      | Principal                      | Principal                      | Principal                      | Principal |
| James Kennedy                   |                                | Invitado                       | Recurrente                     | Principal                      | Principal                      | Principal                      | Principal                      | Principal                      | Principal                      | Principal                      | Principal                      | Principal |
| Lala Kent                       |                                |                                |                                | Recurrente                     | Recurrente                     | Principal                      | Principal                      | Principal                      | Principal                      | Principal                      | Principal                      | Principal |
| Brittany Cartwright             |                                |                                |                                | Invitada                       | Recurrente                     | Principal                      | Principal                      | Principal                      |                                |                                | Invitada                       |           |
| Beau Clark                      |                                |                                |                                |                                |                                |                                | Recurrente                     | Principal                      |                                |                                |                                |           |
| Max Boyens                      |                                |                                |                                |                                |                                |                                | Invitado                       | Principal                      |                                |                                |                                |           |
| Dayna Kathan                    |                                |                                |                                |                                |                                |                                | Invitada                       | Principal                      |                                |                                | Invitada                       |           |
| Brett Caprioni                  |                                |                                |                                |                                |                                |                                |                                | Principal                      |                                |                                |                                |           |
| Raquel Leviss                   |                                |                                |                                |                                | Invitada                       | Recurrente                     | Recurrente                     | Recurrente                     | Principal                      | Principal                      |                                |           |
| Charli Burnett                  |                                |                                |                                |                                |                                |                                |                                | Recurrente                     | Principal                      | Recurrente                     |                                |           |
| Brock Davis                     |                                |                                |                                |                                |                                |                                |                                |                                | Principal                      | Invitada                       | Recurrente                     |           |
| Miembros del reparto recurrente |                                |                                |                                |                                |                                |                                |                                |                                |                                |                                |                                |           |
| Ken Todd                        | Recurrente                     | Recurrente                     | Recurrente                     | Recurrente                     | Recurrente                     | Recurrente                     | Recurrente                     | Recurrente                     | Recurrente                     | Recurrente                     | Recurrente                     |           |
| Pandora Vanderpump              | Recurrente                     | Recurrente                     | Recurrente                     | Recurrente                     | Recurrente                     | Recurrente                     | Recurrente                     | Recurrente                     | Recurrente                     | Recurrente                     | Recurrente                     |           |
| Guillermo Zapata                | Recurrente                     | Recurrente                     | Recurrente                     | Recurrente                     | Recurrente                     | Recurrente                     | Recurrente                     | Recurrente                     | Recurrente                     | Recurrente                     | Recurrente                     |           |
| Nathalie Zapata                 | Recurrente                     | Recurrente                     | Recurrente                     | Recurrente                     | Recurrente                     | Recurrente                     | Recurrente                     | Recurrente                     | Recurrente                     | Recurrente                     | Recurrente                     |           |
| Peter Madrigal                  | Recurrente                     | Recurrente                     | Recurrente                     | Recurrente                     | Recurrente                     | Recurrente                     | Recurrente                     | Recurrente                     | Invitado                       | Invitado                       |                                |           |
| Mike Shay                       | Recurrente                     | Recurrente                     | Recurrente                     | Recurrente                     | Recurrente                     | Invitado                       |                                |                                |                                |                                |                                |           |
| Tina McDowelle                  | Recurrente                     | Recurrente                     | Invitado                       |                                |                                |                                |                                |                                |                                |                                |                                |           |
| Frank Herlihy                   | Recurrente                     |                                |                                |                                |                                |                                |                                |                                |                                |                                |                                |           |
| Laura-Leigh                     | Recurrente                     |                                |                                |                                |                                |                                |                                |                                |                                |                                |                                |           |
| Kristina Kelly                  |                                | Recurrente                     | Recurrente                     | Recurrente                     | Invitada                       | Invitada                       | Invitada                       |                                |                                | Recurrente                     | Invitado                       |           |
| Vail Bloom                      |                                |                                | Recurrente                     |                                |                                |                                |                                |                                |                                |                                |                                |           |
| Faith Stowers                   |                                |                                |                                | Recurrente                     |                                | Invitada                       |                                |                                |                                |                                |                                |           |
| Billie Lee                      |                                |                                |                                |                                |                                | Recurrente                     | Recurrente                     |                                |                                |                                | Invitada                       |           |
| Danica Dow                      |                                |                                |                                |                                |                                |                                |                                | Recurrente                     |                                |                                |                                |           |
| Brett Willis                    |                                |                                |                                |                                |                                |                                |                                | Recurrente                     |                                |                                |                                |           |
| Max Todd                        | Invitada                       | Invitada                       | Invitada                       | Invitada                       | Invitada                       | Invitada                       | Invitada                       | Invitada                       | Recurrente                     | Invitada                       | Invitada                       |           |
| Randall Emmett                  |                                |                                |                                |                                |                                |                                |                                | Invitado                       | Recurrente                     |                                |                                |           |
| Richardson Chery                |                                |                                |                                |                                |                                |                                |                                |                                | Recurrente                     |                                |                                |           |
| Corey Loftus                    |                                |                                |                                |                                |                                |                                |                                |                                | Recurrente                     |                                |                                |           |
| Ally Lewber                     |                                |                                |                                |                                |                                |                                |                                |                                |                                | Recurrente                     | Recurrente                     |           |
| Jo Wenberg                      |                                |                                |                                |                                |                                |                                |                                |                                |                                |                                | Recurrente                     |           |

## Episodios
| Temporada | Temporada | Episodios | Estreno                  | Estreno               |
| Temporada | Temporada | Episodios | Inicio                   | Final                 |
| --------- | --------- | --------- | ------------------------ | --------------------- |
|           | 1         | 10        | 7 de enero de 2013       | 11 de marzo del 2013  |
|           | 2         | 17        | 4 de noviembre de 2013   | 25 de febrero de 2014 |
|           | 3         | 21        | 3 de noviembre de 2014   | 23 de marzo de 2015   |
|           | 4         | 24        | 2 de noviembre de 2015   | 11 de abril de 2016   |
|           | 5         | 24        | 7 de noviembre de 2016   | 17 de abril de 2017   |
|           | 6         | 25        | 4 de diciembre de 2017   | 28 de mayo de 2018    |
|           | 7         | 24        | 3 de diciembre de 2018   | 20 de mayo de 2019    |
|           | 8         | 24        | 7 de enero de 2020       | 16 de junio de 2020   |
|           | 9         | 17        | 28 de septiembre de 2021 | 26 de enero de 2022   |
|           | 10        | 19        | 8 de febrero de 2023     | 14 de junio de 2023   |
|           | 11        | 19        | 30 de enero de 2024      | 29 de mayo de 2024    |